# Kołosowo (stacja kolejowa)
Kołosowo (biał. Коласава, ros. Колосово) – stacja kolejowa w miejscowości Kołosowo, w rejonie stołpeckim, w obwodzie mińskim, na Białorusi. Leży na linii Moskwa - Mińsk - Baranowicze - Brześć.

## Historia
Przed II wojną światową istniał tu przystanek kolejowy, znajdujący się przy strażnicy Korpusu Ochrony Pogranicza (zlokalizowany był na wschód od dzisiejszej stacji). Odbywały się tu wymiany więźniów pomiędzy Polską a Związkiem Sowieckim.
Po ataku ZSRR na Polskę przystanek stracił swój nadgraniczny charakter.